# Ван Эрменгем, Эмиль
Эмиль Пьер Мари ван Эрменгем (фр. Émile Pierre Marie нидерл. Van Ermengem; 15 августа 1851, Лёвен — 1932) — бельгийский бактериолог. Отец писателя Франца Элленса.
Окончил Католический университет Лувена (1875), затем стажировался в Париже у Клода Бернара и у Луи Антуана Ранвье, в Берлинском университете у Роберта Коха. В 1885 г. в Испании изучал опыт Хайме Феррана по вакцинации холеры, в 1886 году опубликовал статью в ставшем классическим сборнике «Новые исследования возбудителя холеры».
В 1888—1919 гг. занимал кафедру бактериологии в Гентском университете. Получил известность проведённым в 1895 году обстоятельным исследованием случая массового отравления ветчиной, в результате которого впервые выделил и описал бактерию Clostridium botulinum, вызывающую заболевание ботулизм. Материалы исследования были опубликованы в виде статьи «Ueber einen neuen anaëroben Bacillus und seine Beziehungen zum Botulismus» в 1897 году в журнале «Zeitschrift für Hygiene und Infektionskrankheiten». Опубликовал также учебник микробиологии (1887), ряд других научных работ.
С 1919 г. постоянный секретарь Королевской академии медицины Бельгии.